# Loch Muick
Loch Muick (gälisch Allt an Dearg) ist ein See in den schottischen Highlands. Er liegt in den südlichen Cairngorms in der Council Area Aberdeenshire, etwa 14 Kilometer südwestlich der Ortschaft Ballater im Glen Muick, einem Seitental des Strathdee, dem auch als Royal Deeside bezeichneten Tal des Dee. Der See und seine Umgebung gehören zum Cairngorms-Nationalpark und liegen auf dem Gebiet der Balmoral Estate, dem zu Balmoral Castle zählenden Privatbesitz des britischen Königs Charles III.
Insgesamt weist der See von Südwest nach Nordost eine Länge von rund 3,6 Kilometern auf. Die maximale Breite beträgt etwa 500 Meter, an seiner tiefsten Stelle ist er fast 80 Meter tief. Wichtigster Zufluss ist der Allt an dubh Loch, der aus dem etwa drei Kilometer westlich liegenden Dubh Loch entspringt. Der See entwässert in den Muick, der bei Ballater in den Dee fließt. Dieser mündet in Aberdeen in die Nordsee.

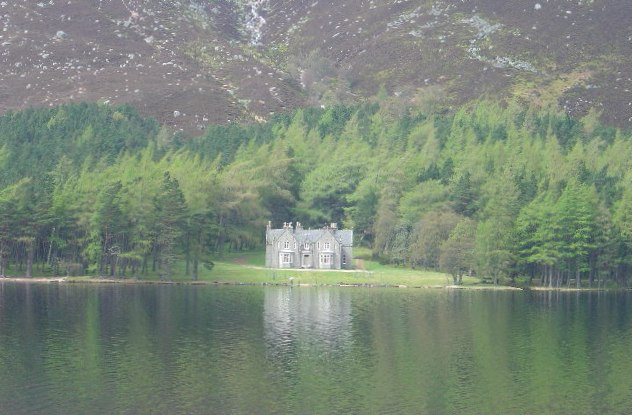
Glas-allt Shiel

Die Ufer von Loch Muick sind von steilen Berghängen der umliegenden Berge geprägt, die teilweise fast direkt in den See abfallen. Lediglich im Bereich der verschiedenen Zuflüsse haben sich kleinere Schwemmkegel gebildet. Auf einem dieser Schwemmkegel am nordwestlichen Ufer, der durch den Glas Allt, einen an den Hängen des Lochnagar entspringenden Bach, gebildet wurde, liegt das kleine Jagdschloss Glas-allt Shiel. Es wurde im 19. Jahrhundert für Königin Victoria erbaut und von ihr vor allem nach dem Tod ihres Mannes, Prinzgemahl Albert, als Rückzugsort genutzt. Das kleine Schlösschen dient heute der Königsfamilie für Aufenthalte bei Jagden, ein Nebengebäude steht als Bothy (in den Highlands verbreitete einfache Schutzhütte für Selbstversorger, ähnlich einem Biwak) der Allgemeinheit zur Verfügung. Mit Ausnahme der Bauten von Glas-allt Shiel sind die Ufer von Loch Muick ansonsten unbebaut, auch im Glen Muick liegen bis nach Ballater lediglich einzelne Streusiedlungen.
Loch Muick und seine Umgebung sind ein bekanntes Ziel für Wanderer und Bergsteiger. Neben den Seeufern ist vor allem die Tour zum Lochnagar als dem höchsten Berg der Cairngorms südlich des Dee eine beliebte Tour.